# ملفين فرانك
ملفين فرانك (بالإنجليزية: Melvin Frank)‏ (و. 1913 – 1988 م) هو كاتب سيناريو، ومخرج أفلام أمريكي، ولد في شيكاغو، توفي في لوس أنجلوس، عن عمر يناهز 75 عاماً.

## التعليم
تعلم في جامعة شيكاغو.

## وصلات خارجية
- ملفين فرانك على موقع IMDb (الإنجليزية)
- ملفين فرانك على موقع ألو سيني (الفرنسية)
- ملفين فرانك على موقع ميوزك برينز (الإنجليزية)
- ملفين فرانك على موقع تيرنر كلاسيك موفيز (الإنجليزية)
- ملفين فرانك على موقع أول موفي (الإنجليزية)
- ملفين فرانك على موقع قاعدة بيانات برودواي على الإنترنت (الإنجليزية)
- ملفين فرانك على موقع قاعدة بيانات الأفلام السويدية (السويدية)
- ملفين فرانك على موقع إن إن دي بي (الإنجليزية)
- ملفين فرانك على موقع ديسكوغز (الإنجليزية)
- ملفين فرانك على موقع قاعدة بيانات الفيلم (الإنجليزية)